# ذفرة ذهبية الأزهار
ذفرة ذهبية الأزهار (الاسم العلمي:Cleome chrysantha) هي نوع من النباتات تتبع جنس الذفرة من الفصيلة الذفرية.